# Transaktion
En affär, affärstransaktion eller affärshändelse är en handling där parter utbyter varor, tjänster, betalningsmedel eller fordringar av ekonomiskt värde.
Några typer av affärer är köp, lån och inteckning.